# David di Donatello per i migliori effetti speciali visivi
Il David di Donatello per i migliori effetti speciali visivi è un premio cinematografico assegnato annualmente nell'ambito dei David di Donatello, a partire dall'edizione del 2004. Nel 2012 l'Accademia ha risposto negativamente riguardo alla richiesta avanzata dall'Associazione Italiana Autori e Tecnici Effetti Speciali di Scena (AIAT-SFX), per l'inserimento degli Effetti Speciali Scenici tra le categorie in concorso.

## Vincitori e candidati
I vincitori sono indicati in grassetto.

### Anni 2004-2009
- 2004
  - Ubik Visual Effects - Boss Film - Cantando dietro i paraventi
  - Proxima - Agata e la tempesta
  - Digitrace Tech (Roma) - L'apetta Giulia e la Signora Vita
  - Sergio Stivaletti - È già ieri
  - LCD (Firenze) - Opopomoz
  - Chinatown - Totò Sapore e la magica storia della pizza
- 2005
  - Grande Mela - Dopo mezzanotte
  - Paola Trisoglio e Stefano Marinoni - Alla luce del sole
  - Proxima - L'amore ritorna
  - EDI Effetti Digitali Italiani: Pasquale Croce e Roberto Mestroni - Occhi di cristallo
  - Apocalypse - I tre volti del terrore
- 2006
  - Proxima - Romanzo criminale
  - Francesco Sabelli - RSG Effetti speciali - La bestia nel cuore
  - EDI Effetti Digitali Italiani - La febbre
  - Guido Pappadà - Fuoco su di me
  - Simone Silvesti - Piano 17
  - Ubik Visual Effects - Boss Film - La tigre e la neve
- 2007
  - L'ètude et la supervision des trucages - Francia - Nuovomondo
  - Stefano Coccia, Massimo Contini, Frame by frame, Rebel think, Sirenae Film Post, Spark digital entertainment, Martina Venettoni, VISION - Fascisti su Marte
  - Proxima - N - Io e Napoleone
  - LUMIQ STUDIOS - Il mercante di pietre
  - FX Italia Digital Group - La masseria delle allodole
- 2008
  - Paola Trisoglio e Stefano Marinoni per Visualogie - La ragazza del lago
  - Proxima - Caos calmo
  - Marbea - Cemento armato
  - Lee Wilson - La terza madre
  - Corrado Virgilio e Vincenzo Nisco - Winx Club - Il segreto del regno perduto
- 2009
  - Nicola Sganga e Rodolfo Migliari per Vision - Il divo
  - EDI Effetti Digitali Italiani - Come Dio comanda
  - Frame by Frame - I demoni di San Pietroburgo
  - Giuseppe Squillaci - Italians
  - Proxima - Tutta la vita davanti

### Anni 2010-2019
- 2010
  - Paola Trisoglio e Stefano Marinoni - Vincere
  - Mario Zanot - Baarìa
  - LIMINA - L'uomo che verrà
  - Ermanno Di Nicola - L'uomo fiammifero
  - EDI Effetti Digitali Italiani - La prima cosa bella
- 2011
  - Rebel Alliance - 20 sigarette
  - CANECANE - Amici miei - Come tutto ebbe inizio
  - Reset VFX S.r.l. - Christine Cristina
  - Paola Trisoglio, Stefano Marinoni, Paola Randi e Daniele Stirpe Jost - Into Paradiso
- 2012
  - Stefano Marinoni e Paola Trisoglio (Visualogie) - Romanzo di una strage
  - Palantir Digital Media - L'arrivo di Wang
  - Mario Zanot (Storyteller) - Habemus Papam
  - Stefano Marinoni e Paola Trisoglio (Visualogie), Rodolfo Migliari (Chromatica) - This Must Be the Place
  - Rainbow CGI - L'ultimo terrestre
- 2013
  - Mario Zanot (Storyteller) - Diaz - Don't Clean Up This Blood
  - Raffaele Apuzzo, John Attard, Vittorio Dublino, Andrea Marotti (Rebel Alliance) - Dracula 3D
  - Paola Trisoglio e Stefano Marinoni (Visualogie) - Educazione siberiana
  - Bruno Albi Marini (Wonderlab) - Reality
  - Reset VFX S.r.l. - Viva la libertà[2]
- 2014
  - Rodolfo Migliari e Luca Della Grotta per Chromatica - La grande bellezza
  - EDI Effetti Digitali Italiani - Il capitale umano
  - Paola Trisoglio e Stefano Marinoni per Visualogie - La mafia uccide solo d'estate
  - Rodolfo Migliari per Chromatica - Smetto quando voglio
  - Palantir Digital - Song'e Napule
  - Gianmario Catania e Corrado Virgili - Winx Club - Il mistero degli abissi
- 2015
  - Visualogie - Il ragazzo invisibile
  - Chromatica[3] - Il giovane favoloso
  - Reset VFX - La buca
  - Reset VFX e Visualogie - Noi e la Giulia
  - Rumblefish - Torneranno i prati
- 2016
  - Makinarium - Il racconto dei racconti - Tale of Tales
  - EDI Effetti Digitali Italiani - Game Therapy
  - Chromatica - Lo chiamavano Jeeg Robot
  - Visualogie - Suburra
  - Peerless - Youth - La giovinezza (Youth)
- 2017
  - Artea Film & Rain Rebel Alliance International Network - Veloce come il vento
  - Chromatica - In guerra per amore
  - Makinarium - Indivisibili
  - Mercurio Domina, Far Forward e Fast Forward - Mine
  - Canecane e Illusion - Ustica
- 2018
  - Mad Entertainment - Gatta Cenerentola
  - Chromatica, Wonderlab e Hive Division - Addio fottuti musi verdi
  - Palantir Digital - Ammore e malavita
  - Autre Chose - Brutti e cattivi
  - Frame by Frame - Monolith
- 2019
  - Victor Perez - Il ragazzo invisibile - Seconda generazione
  - Sara Paesani e Rodolfo Migliari - Capri-Revolution
  - Rodolfo Migliari - Dogman
  - Rodolfo Migliari, Monica Galantucci - La Befana vien di notte
  - Simone Coco e James Woods - Loro
  - Giuseppe Squillaci - Michelangelo - Infinito

### Anni 2020-2029
- 2020
  - Rodolfo Migliari e Theo Demeris - Pinocchio
  - Giuseppe Squillaci - 5 è il numero perfetto
  - EDI Effetti Digitali Italiani: Francesco Grisi e Gaia Bussolati - Il primo re
  - Rodolfo Migliari - Il traditore
  - Luca Saviotti - Suspiria
- 2021
  - EDI Effetti Digitali Italiani: Stefano Leoni ed Elisabetta Rocca - L'incredibile storia dell'Isola delle Rose
  - Luca Saviotti - Hammamet
  - Massimiliano Battista - Miss Marx
  - Renaud Quilichini e Lorenzo Cecotti - The Book of Vision
  - Rodolfo Migliari - Volevo nascondermi
- 2022
  - Stefano Leoni - Freaks Out
  - Nuccio Canino - A Classic Horror Story
  - Simone Silvestri - Diabolik
  - Rodolfo Migliari - È stata la mano di Dio
  - Rodolfo Migliari e Roberto Saba - La terra dei figli
- 2023
  - Marco Geracitano - Siccità
  - Alessio Bertotti e Filippo Robino - Dampyr
  - Simone Silvestri e Vito Picchinenna - Diabolik - Ginko all'attacco!
  - Massimo Cipollina - Esterno notte
  - Rodolfo Migliari - Le otto montagne
- 2024
  - Laurent Creusot e Massimo Cipollina – Io capitano
  - Stefano Leoni e Flaminia Maltese – Adagio
  - Kevin Tod Haug e Stacey Dodge – Comandante
  - Fabio Tomassetti e Daniele Tomassetti – Denti da squalo
  - Rodolfo Migliari e Lena Di Gennaro – Rapito
- 2025
  - Víctor Pérez – Napoli - New York
  - Tristan Lilien e Michel Denis – Berlinguer - La grande ambizione
  - Francesco Niolu e Rodolfo Migliari – L'arte della gioia
  - Fabio Tomassetti e Daniele Tomassetti – Limonov
  - Rodolfo Migliari e Lena Di Gennaro – Parthenope